# III Krajowy Konkurs Awionetek
III Krajowy Konkurs Awionetek – zawody lotnicze rozegrane w Polsce w dniach 24 września–6 października 1930 roku w Warszawie.

## Informacje ogólne
III Krajowy Konkurs Awionetek był trzecimi zawodami z serii konkursów samolotów lekkich polskiej konstrukcji, organizowanych w okresie międzywojennym, zapoczątkowanych przez I Krajowy Konkurs Awionetek w 1927 roku i II Konkurs w 1928 roku. Trzeci konkurs rozegrano dopiero po upływie dwóch lat od poprzedniego. Łączyły one elementy zawodów lotniczych ze sprawdzianami poziomu konstrukcji samolotów, skonstruowanych w Polsce. Zawody organizował Zarząd Główny Ligi Obrony Powietrznej i Przeciwgazowej.
Komisarzem i kierownikiem zawodów był mjr Bogdan Kwieciński, jego zastępcą kpt. Stanisław Skarżyński. Należeli oni do komisję sportową zawodów razem z: ppłk. Franciszkiem Wiedenem, mjr. Makowski i kpt. Edward Młynarski. 
Początkowo do udziału w konkursie zgłoszono 24 awionetki, ale cztery nie przybyły na start. Należały one do dwóch aeroklubów: lubelskiego (LKL-2) i poznańskiego (konstrukcji inż. Janowskiego) oraz dwóch płatowców konstrukcji  Morysona z Ostrowia. Ostatecznie na starcie stanęło 20 samolotów z tym, że z powodu przekroczenia wagi nie dopuszczono do udziału DKD-5 konstrukcji Działowskich.  

## Wyniki
| Miejsce | Samolot   | Pilot (załoga)      | Liczba miejsc | Numer rej. | Numer startowy | uwagi                            |
| 1.      | RWD-4     | Franciszek Żwirko   | 2             | SP-ADL     | 12             | [ 1 ]                            |
| 2.      | RWD-4     | Szczepan Grzeszczyk | 2             | SP-AEL     | 5              | [ 1 ]                            |
| 3.      | JD-2bis   | Ignacy Giedgowd     | 2             | SP-ADP     | 4              | konstruktor Jerzy Drzewiecki     |
| 4.      | PWS-52    | Józef Lewoniewski   | 2             | SP-ADD     | 9              | [ 5 ]                            |
| 5.      | RWD-4 (?) | Mateusz Iżycki      | 2             | SP-AEK     | 15             |                                  |
| 6.      | RWD-4     | J. Sołtykowski      | 2             | SP-ADM     | 13             | [ 1 ]                            |
| 7.      | PZL.5 (?) | Bolesław Orliński   | 2             | SP-ACW     | 1              |                                  |
| 8.      | MN-5      | T. Szczepanik       | 3             | SP-AEH     |                | konstruktor Józef Medwecki       |
| 9.      | Sido S-1  | Józef Sido          | 2             | SP-ACZ     | 10             | konstruktor Józef Sido           |
| 10.     | PWS-51    | K. Stefaniuk        | 2             | SP-ADC     | 3              | [ 5 ]                            |
| 11.     | DKD-IVbis | E. Kowalczyk        | 2             | ?          | 14             | konstruktor Stanisław Działowski |

W drugiej kategorii lżejszych samolotów cztery pierwsze miejsca zdobyły RWD-2 (piloci Henryk Skrzypiński, Stanisław Rogalski, Jerzy Drzewiecki, S. Tondis)
Nie ukończyli konkursu:
- Sido S-2 (SP-AEM), pilot Tadeusz Halewski[8]
- WZ-XI Kogutek (SP-AEF), pilot Zbigniew Babiński (z powodu niepowodzenia w próbie wznoszenia)[11]
- PWS-50 (SP-ADB, nr startowy 8), pil. W. Krasicki (uszkodzony podczas przelotu z Brześcia do Grodna)[5]
- DKD-III (SP-ACR), pil. J. Gaździk (uszkodzony podczas lotu okrężnego)[9]

W konkursie nie wziął udziału zgłoszony samolot Moryson II Ostrovia II, który nie został ukończony na czas z powodu braku silnika
Od kolejnego konkursu w 1931 roku zmieniono nazwę zawodów, na IV Krajowy Konkurs Samolotów Turystycznych.

## Galeria

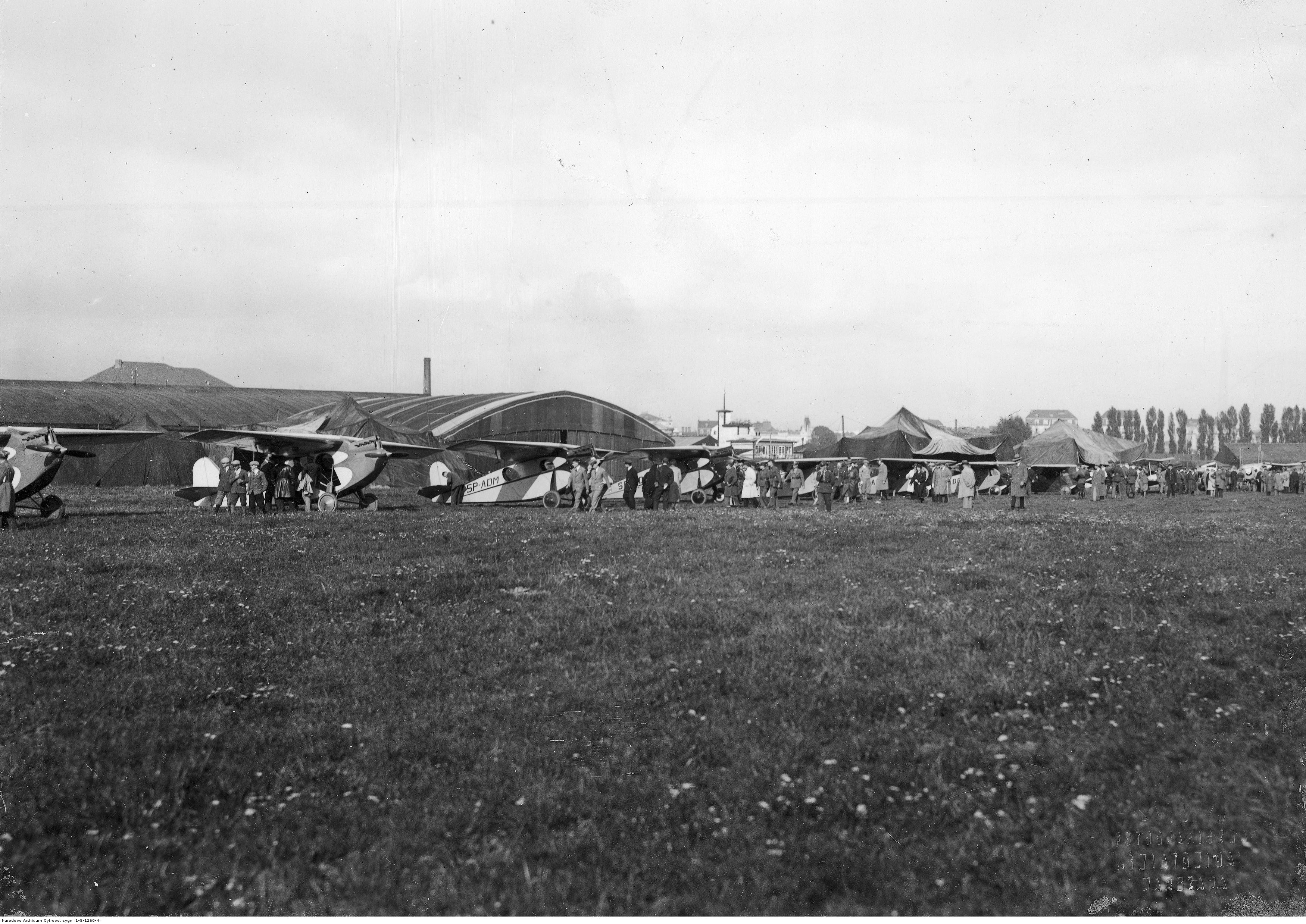
Samoloty na lotnisku podczas III Krajowego Konkursu Awionetek w Warszawie.
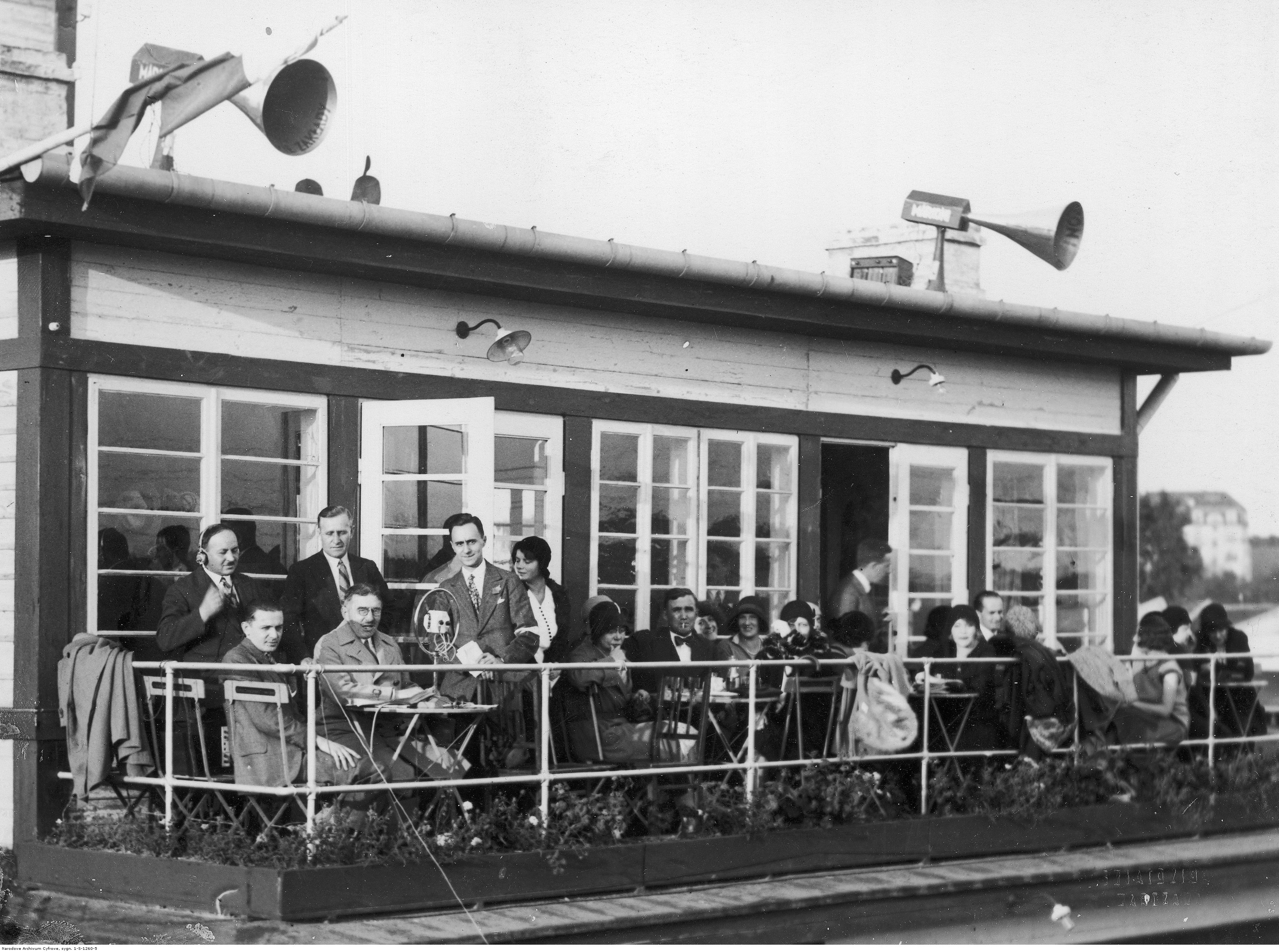
Obserwatorzy i sprawozdawcy radiowi.
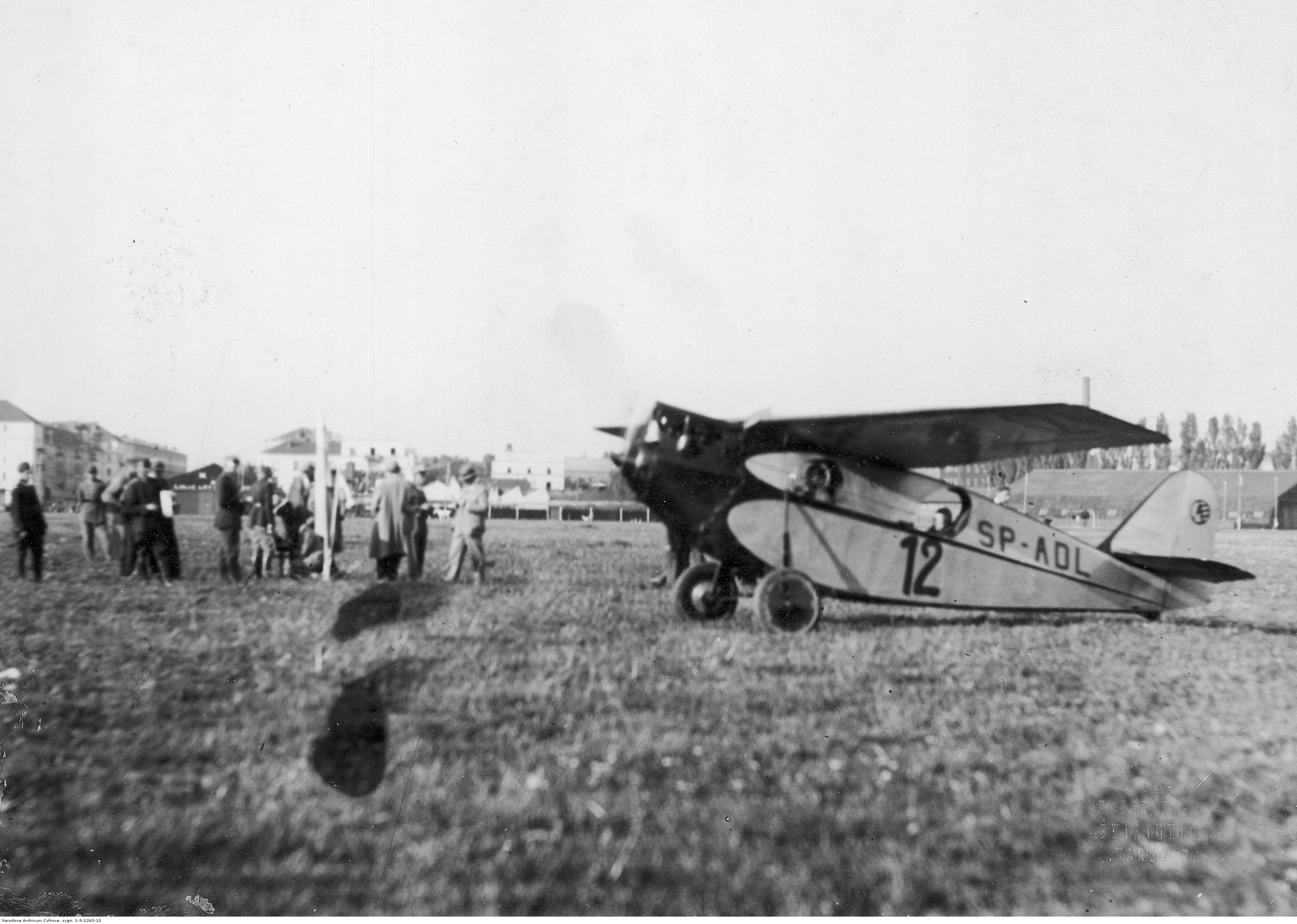
Zwycięski samolot RWD-4 SP-ADL pilotowany przez Franciszka Żwirkę.